# Aleiphaquilon castaneum
Aleiphaquilon castaneum är en skalbaggsart som först beskrevs av Pierre Émile Gounelle 1911.  Aleiphaquilon castaneum ingår i släktet Aleiphaquilon och familjen långhorningar. Inga underarter finns listade i Catalogue of Life.